# Угорники (Ивано-Франковский район)
Уго́рники (укр. Угорники) — село в Ивано-Франковской городской общине Ивано-Франковского района Ивано-Франковской области Украины.
Население по переписи 2024 года составляло 2735 человек. Занимает площадь 6,73 км². Почтовый индекс — 76492. Телефонный код — 0342.